# Primula aliciae
Primula aliciae är en viveväxtart som beskrevs av George Taylor, William Wright Smith och H.R. Fletcher. Primula aliciae ingår i släktet vivor, och familjen viveväxter. Inga underarter finns listade i Catalogue of Life.